# Mercedes-Benz OM926
Mercedes OM926LA — дизельный двигатель производства фирмы Mercedes-Benz. Является одним из серии двигателей — 900, которая начала разрабатываться после кризиса 1980х годов на смену двигателям серии 300. Имеет объём равный 435 кубическим дюймам.

## Двигатель Mercedes OM926LA
Дизельный двигатель производства фирмы Mercedes-Benz. Двигатель является четырёхтактным и имеет объём 7201 кубических сантиметров, что соответствует 435 кубическим дюймам. Он является одним из серии двигателей — 900, которая начала разрабатываться после кризиса 1980х годов на смену двигателям серии 300.
Конкретно ОМ 926 LA увидел свет в 1998 году и заменил предшественника — ОМ 366 A, что выдавал на 6 цилиндрах 170 л. с. С введением в действие экологических норм Евро II на замену двигателей серии 300 пришла серия двигателей 900. 300-я серия была очень популярна и широко использовалась в 1980-х годах в тяжёлой технике и на грузовых авто. ОМ926LA используется в зерноуборочных комбайнах. Обозначение «A» указывает на турбоверсию двигателя. В частности ОМ 926 LA приводит в движение зерноуборочный комбайн CLAAS Tucano.

### Технические характеристики
| Производство                                 | Mercedes-Benz                      |
| Марка двигателя                              | OM 926LA                           |
| Начало производства                          | 1998                               |
| Система питания                              | Прямой впрыск                      |
| Тип                                          | Рядный мотор с водяным охлаждением |
| Количество цилиндров                         | 6                                  |
| Ход поршня, мм                               | 136                                |
| Диаметр цилиндра, мм                         | 106                                |
| Объем двигателя, см³                         | 7201                               |
| Мощность двигателя, л. с.                    | 299-326                            |
| Крутящий момент, Нм/об.мин                   | 1250/1600                          |
| Топливо                                      | Дизель                             |
| Экологические нормы                          | Евро 4                             |
| Вес двигателя, кг                            | 530                                |
| Ресурс двигателя, тыс. км — по данным завода | 1 000                              |

Немецкий двигатель Mercedes Benz OM926LA зарекомендовал себя на рынке дизельных двигателей как надёжный агрегат. Высокое качество исполнения навесных деталей, произведенных с применением новейших технологий, даёт возможность минимизировать расход топлива. Тяговые характеристики и минимальное загрязнение окружающей среды подходит к стандарту Евро 4.

### Общий вид OM 926 LA
1. Натяжной ролик для ремня;
2. Насос охлаждающей жидкости;
3. Напорный трубопровод наддувочного воздуха (с факельным устройством) от охладителя наддувочного воздуха;
4. Вентиляция картера;
5. Маслоналивной патрубок;
6. Топливный фильтр;
7. Топливный предфильтр;
8. Блок управления системой регулирования двигателя (MR);
9. Маслоизмерительный стержень;

1. Стартер;
2. Корпус маховика;
3. Турбонагнетатель выхлопного газа;
4. Выхлопной коллектор;
5. Корпус нагнетателя воздуха;
6. Соединение к нагнетателю от охладителя;
7. Соединение от нагнетателя к охладителю;
8. Масляный фильтр;
9. Генератор.

### Расшифровка маркировки
| OM  | ДВС, работающий на тяжелом моторном топливе (дизельный двигатель) |
| 926 | Тип двигателя: 6-цилиндровый рядный                               |
| L   | Охлаждение наддувочного воздуха.                                  |
| A   | Турбокомпрессор, работающий от ОГ.                                |